# Rado Bednařik
Rado Bednařik, slovenski novinar in publicist, * 2. avgust 1902, Gorica, † 23. september 1975, Gorica.

## Življenje in delo
Rodil se je v družini goriškega knjigoveza Ivana Bednařika. Ljudsko šolo (1908-1912 in gimnazijo (1912-1915) je obiskoval v rojstnem kraju in jo nadaljeval na Zavodu svetega Stanislava v Šentvidu pri Ljubljani (1915-1920). V letih 1920−1924 je na Filozofski fakulteti v Ljubljani študiral zgodovino in zemljepis in 1926 diplomiral ter 1951 doktoriral iz književnosti na Univerzi v Trstu. Po odsluženju vojaškega roka (dosegel čin podporočnika) je bil urednik Malega lista v Trstu (1929), nato pa do 1939 poslovni tajnik katoliškega tiskovnega društva v Gorici. Kot profesor je služboval na slovenskih gimnazijah v Gorici (1944) in Ajdovščini (1945/1946) ter na liceju v Gorici (1946-1972). 
Italijanske oblasti so ga pred 2. svetovno vojno veliko preganjale, ga večkrat zaprle in konfinirale. Kot novinar in urednik je sodeloval pri številnih primorskih listih pod fašizmom (Goriška straža, Mali list, Naš čolnič, Jadranski almanah in drugih); po letu 1945 pa med drugim tudi pri Novem listu in Mladiki. Pripravljal je oddaje za Radio Trst A, veliko prevajal in napisal več poljudnoznanstvenih del, potopisov in učbenikov.